# Magyarok (film)
A Magyarok Fábri Zoltán 1977-ben forgatott, majd 1978-ban bemutatott játékfilmje, Koncz Gábor, Pap Éva, Bihari József, Gera Zoltán főszereplésével. A forgatókönyvet Fábri Zoltán írta, Balázs József azonos című regénye alapján. A filmet az 51. Oscar-gálán jelölték a legjobb idegen nyelvű film kategóriájában. A film vasúti jeleneteit Vértesacsán forgatták.

## Cselekmény
Magyar vendégmunkások 1943-ban a náci Németországba utaznak a honvédség sorállományába bevonult parasztok helyett dolgozni, és nem akarják tudomásul venni, mi folyik körülöttük.

## Szereposztás
- Koncz Gábor – Fábián András
- Pap Éva – Fábiánné Ilonka
- Szabó Sándor – német gazda
- Gera Zoltán – Brainer intézõ
- Molnár Tibor – Gáspár Dániel
- O. Szabó István – Kondor Ábris
- Solti Bertalan – Szabó János
- Muszte Anna – Kisné Rozika
- Ambrus András – Kis Dani
- Raksányi Gellért – Tar Elek
- Szilágyi István – Bacskó Bandi, a falu bolondja
- Tóth Judit – polyák nő
- Koltai János – francia fogoly
- Kovács János – kocsmáros
- Apor Noémi – Szabóné Zsófi
- Pápai Erzsi – Tarné
- Bihari József – utolsó magyar az álomjelenetben
- Holl István – Anton, a bolond